# Visio Baronti
La Visio Baronti o Revelatio Baronti è un testo anonimo del VII secolo scritto in Gallia, che narra del viaggio nell'aldilà di Baronto, monaco di Longoreto (oggi Saint-Cyran-en-Brenne, vicino a Bourges), collocato dal racconto il 25 marzo 678 o 679.

## Trama
La Visio Baronti può essere suddivisa in tre parti:

### Introduzione (cap. 1-2)
Baronto, un laico di famiglia nobile, prende i voti ed entra a far parte della comunità monastica di Longoreto, insieme al giovane figlio. Baronto una mattina viene assalito dalla febbre e ridotto in fin di vita e dopo aver chiamato suo figlio Aglioaldo e il diacono Eodone perde i sensi. I monaci iniziano allora a pregare per lui, e passano così tutto il giorno e la notte, finché all'alba Baronto si sveglia, glorificando Dio.

### La visione (cap. 3-19)
Tutti i monaci si radunano e Baronto inizia a raccontare in prima persona l'accaduto. Durante il sonno erano sopraggiunti due demoni, che volevano condurlo all'inferno, ma improvvisamente arriva l'arcangelo Raffaele. Le due parti iniziano a contendersi Baronto, finché l'angelo non separa l'anima del monaco dal suo corpo, la quale conserva i cinque sensi. San Raffaele la solleva da terra, seguito dai due demoni, e giungono così sopra al vicino monastero di Millebecco: qui l'angelo prega per un malato del monastero, che guarisce miracolosamente. Oltrepassato il monastero, arrivano altri quattro demoni, ma anche due angeli in aiuto di Raffaele. Giungono infine alla prima porta del paradiso: Baronto vede dei suoi confratelli, che chiedono chi sia quell'anima così vessata dai demoni, e rimangono stupiti quando scoprono che un monaco di Longoreto rischia di andare all'inferno. Arrivano alla seconda porta, accanto alla quale si trovano dei bambini vestiti di bianco e delle vergini. Oltrepassata questa giungono alla terza porta, di vetro: dentro vi risiede una folla di santi e sacerdoti in abitazioni d'oro. Oltre la quarta porta non possono proseguire e san Raffaele fa convocare san Pietro, il quale, sopraggiunto immediatamente, chiede ai demoni quali colpe imputino a Baronto: essi le elencano e il monaco le ammette. San Pietro aggiunge però che egli le ha confessate e inoltre si è dedicato all'elemosina ed è entrato in monastero per espiare i suoi peccati. I diavoli però non vogliono lasciarlo e fuggono solamente quando san Pietro minaccia di colpirli con le chiavi del paradiso. A questo punto Pietro svela un peccato di Baronto che i diavoli non avevano nominato: entrato in monastero aveva conservato del denaro, che avrebbe dovuto elargire in elemosina per salvare la sua anima, una volta tornato a Longoreto. Infine Pietro ordina che i suoi confratelli lo conducano all'inferno per conoscere i supplizi e raccontarli una volta tornato alla vita. L'inferno è reso oscuro dal fumo e dalle tenebre, ma Dio permette a Baronto di vedere migliaia di dannati, divisi secondo i loro peccati: i superbi, lussuriosi, spergiuri, assassini, invidiosi, calunniatori e falsi. Tra i dannati sono presenti anche dei vescovi che Baronto riconosce. Separati dagli altri si trovano coloro che hanno compiuto qualcosa di buono nella vita: durante l'ora sesta essi ricevono refrigerio dalle pene attraverso la manna proveniente dal paradiso. Usciti dall'inferno, solo il monaco Frannoaldo riaccompagna Baronto a Longoreto. Al momento dell'arrivo le porte della chiesa si spalancano prodigiosamente e Frannoaldo mostra la tomba dove giace il suo corpo prima di tornare in paradiso, assicurandosi che Baronto ne avrebbe avuto cura. L'anima di Baronto infine torna nel suo corpo.

### Conclusione (cap. 20-22)
La parola torna all'autore, che sostiene di aver personalmente verificato queste notizie e si scusa della rozzezza della lingua che ha utilizzato. Viene sottolineato il fine morale del racconto e l'autore ammonisce nuovamente il lettore a temere le pene infernali e esorta quindi a vivere secondo i precetti cristiani della carità e della fede.

## Particolarità dellaVisio Baronti
Quest'opera si inserisce nel filone delle visioni dell'aldilà, che si sviluppa sin dal IV-V secolo in ambito cristiano. Questo genere si afferma e fiorisce in lingua latina tra il VII e il X secolo, e culmina con la Commedia dantesca, scritta in volgare. In questo lungo periodo di sviluppo, la Visio Baronti occupa un posto fondamentale: essa costituisce il primo esempio di visione accuratamente costruita e concepita come genere letterario a sé stante. Le visioni che precedono la Visio Baronti infatti erano concepite come motivo occasionale e inserite come exempla in contesti di carattere edificatorio, come testimoniano quelle inserite all'interno dei Dialogi di Gregorio Magno. Quest'opera riprende lo schema tradizionale delle visioni nei suoi tratti fondamentali ma lo rielabora in maniera originale, con l'introduzione di temi ed elementi nuovi. L'autore lascia spazio alla sua fantasia, aggiungendo particolari nella descrizione del regno oltremondano e rendendo la rappresentazione vivace e a tratti popolaresca. Uno dei punti in cui è più evidente l'originalità della Visio Baronti è nella quadripartizione del Paradiso, che vuole significare vari gradi ascendenti di beatitudine: il concetto è gregoriano, ma è sviluppato in forma nuova e destinato ad avere grande fortuna nelle opere successive, come nel Paradiso di Dante.

## Trasmissione del testo
Considerando i manoscritti esistenti e i cataloghi delle biblioteche medievali Wilhelm Levison ha affermato che tra il IX e il XV secolo sono stati prodotti almeno 27 manoscritti contenenti la Visio Baronti. Di questi codici, 20 sono tuttora esistenti integralmente, mentre uno è sopravvissuto in pochi frammenti. La sua circolazione è rimasta associata a quella della letteratura visionaria; infatti è spesso tramandata insieme ad altri esemplari di visioni, come la Visio Rotcharii, la Vita Fursei e la Visio Wettini. L'età carolingia fu un periodo importante per la trasmissione del testo: in particolare risale al IX secolo il codice S. Pietroburgo, Biblioteca Nazionale Russa, cod. lat. Oct.v.I.5, che è l'unico a trasmettere solamente due testi, la Visio Baronti e la Visio Rotcharii, e possiede inoltre delle illustrazioni e decorazioni molto preziose. Questo manoscritto era destinato a Carlo Magno stesso, e ciò dimostra che il messaggio della carità e delle buone azioni, inizialmente destinato solo ai monaci, poteva essere esteso nel IX secolo anche ai laici e addirittura all'imperatore.
Si riporta un elenco dei manoscritti esistenti e della loro datazione:
- S. Pietroburgo, Biblioteca Nazionale Russa, cod. lat. Oct.v.I.5; IX secolo.
- Reims, Bibliothèque Municipale 1412, fol. 96-110v; XI-XII secolo.
- London, Lambeth Palace 173, fol. 192-202; XI secolo.
- London, British Library Cotton Otho A XIII; IX-X secolo.
- St Gallen, Stiftsbibliothek 573, pp. 370-398; IX-X secolo.
- München, Bayerische Staatsbibliothek Clm 6293 fol. 136-147v; IX secolo.
- Bruxelles, Bibliothèque Royale Albert I 3595 (antea 8216-18) fol. 50v-60; IX secolo.
- München, Bayerische Staatsbibliothek Clm 14, 364 (St. Emmeram D 89), fol. 138-150; IX secolo.
- München, Bayerische Staatsbibliothek Clm 23, 591 (ZZ. 591), fol. 61-68v; XI secolo.
- Wien, Österreichische Nationalbibliothek 579, fol. 28-34v; XIII secolo.
- London, British Library Cotton Tiberius C. XI, fol. 25-27v; XI secolo.
- London, British Library Harley 4719, fol. 117v-120; XII secolo.
- Città del Vaticano, Biblioteca Apostolica Vaticana Urb. Lat. 396, fol. 162-165v; XV secolo.
- Città del Vaticano, Biblioteca Apostolica Vaticana Lat. 5411, fol. 277-279v; XII secolo.
- Paris, Bibliothèque Nationale de France, lat. 2596, fol. 160v-165v; XI secolo.
- Napoli, Biblioteca Nazionale Vittorio Emanuele III, VIII B. 10, fol. 174-179; XIV secolo.
- Napoli, Biblioteca Nazionale Vittorio Emanuele III, VIII B. 27, fol. 84-87; XV secolo.
- Città del Vaticano, Biblioteca Apostolica Vaticana Reg. Lat. 479, fol. 25-32v; IX-X secolo.
- Paris, Bibliothèque Nationale de France, lat. 2846, fol. 125v-135; X secolo.
- Paris, Bibliothèque Nationale de France, lat. 11885, fol. 16v-20v; XII secolo.
- Bruxelles, Bibliothèque Royale Albert I 3207 (antea 8623-26), fol. 52-60v; XII secolo.

## Autore e lingua
L'esteso uso di fonti autorevoli quali Gregorio Magno e la Bibbia testimoniano che la Visio Baronti non è un mero resoconto della visione del monaco, ma un elaborato costrutto narrativo. L'autore rimane anonimo, ma si cura di provare l'autenticità del racconto affermando che lui stesso aveva verificato gli avvenimenti: «non ab alio dicta vela udita, sed per memet ipsum ad praesens probata didici». Sicuramente l'autore aveva familiarità con i monasteri di Longoreto e Millebecco, poiché nel testo afferma di essere stato educato dall'abate Francardo di Longoreto e inoltre nomina in Paradiso molti monaci, come se li conoscesse. È quindi probabile che l'autore fosse un monaco di Longoreto.
Per quanto riguarda la lingua, le caratteristiche fondamentali di questo esempio di latino merovingico sono l'affinità con il latino parlato e la convivenza di tratti romanzi e tratti propri del latino classico. L'uso di frasi brevi e semplici e la forte frequenza dell'avverbio sic all'interno del testo sono caratteristiche riferibili al latino orale del tempo, come se l'autore avesse voluto riprodurre la narrazione che egli stesso dichiara di aver sentito. La convivenza all'interno del testo di tratti romanzi e tratti del latino classico si può osservare nell'uso di coppie di sinonimi appartenenti alle due sfere, come parabolare e loqui o magnus e grandis. Inoltre, benché non ci siano cambiamenti significativi a livello di flessione verbale e nominale (eccetto la predominanza della forma attiva su quella passiva e la frequente caduta della desinenza dell'accusativo), a livello ortografico vengono riflessi i cambiamenti fonetici che erano in atto, come la scomparsa dei dittonghi, con la conseguente presenza di fenomeni di ipercorrettismo. A livello sintattico si nota la predominanza dell'accusativo assoluto rispetto all'ablativo assoluto e l'uso di ut e quando in sostituzione ad altre congiunzioni, come cum. Sono notevoli anche i fenomeni riferibili al latino cristiano e biblico, come l'uso del lessico specializzato, l'anteposizione del verbo al soggetto, l'uso ridondante di debeo e il frequente uso di coepi seguito dall'infinito. L'autore comunque era ben cosciente del cambiamento linguistico che era in atto, infatti afferma, in un'apologia finale tipica degli autori del suo tempo, che il pubblico avrebbe potuto accusarlo di rozzezza di linguaggio, ma non di menzogna: «si quis aliquis hunc opuscolum a me factum legendum in manibus acciperit, potest me de rusticitatem verbi reprehendere, non potest de mendacii culpam redarguere».

## Destinatari e scopo
Dal testo si evince che inizialmente la Visio Baronti non fu destinata ad una vasta circolazione, ma alla lettura dei monaci di Longoreto e Millebecco. Questo è testimoniato da vari passaggi del testo, come l'excursus sul monastero di Millebecco, che fornisce informazioni geografiche e cronologiche, e i monaci che Baronto nomina mentre si trova in paradiso. Queste informazioni potevano di fatto essere interpretate solo da monaci che avevano familiarità con i due monasteri, e ciò testimonia anche l'esistenza di una stretta relazione tra i due monasteri, che erano stati fondati nel 630 da Sigiramno.
Il testo, destinato quindi ai monaci, porta una serie di messaggi e contenuti morali: il primo è l'esortazione a una vita di penitenza, come testimoniano le parole dell'abate Leodoaldo e san Pietro: «sua peccata sacerdotibus est confessus et penitentia ex ipsa peccata aegit». Il secondo è la carità, come esplicita san Pietro quando spiega a Baronto come liberarsi del denaro che aveva conservato dopo essere entrato in monastero. Proprio questo episodio rivela il terzo messaggio del testo: l'esortazione all'obbedienza monastica, come prevede la regola di san Benedetto. L'ultimo e secondario messaggio del testo riguarda la cura per i luoghi sacri del monastero, come la chiesa e le tombe.

## Influenza di Gregorio Magno e dellaBibbia
Il tema delle visioni oltremondane deriva dalla tradizione biblica e patristica, in particolare dalle visioni riportate dai Dialogi di Gregorio Magno. Alla fine del terzo libro di quest'opera si afferma che molti cristiani non credono che l'anima abbia un destino dopo la morte, e proprio per provare invece l'esistenza dell'aldilà vengono forniti esempi di visioni. Questo fatto, insieme all'esigenza di dimostrare che il comportamento tenuto durante la vita terrena incide sulla vita ultraterrena, espressa sempre nei Dialogi, ispirarono l'autore della Visio Baronti. Egli riprende Gregorio anche per la descrizione della malattia di Baronto, per la contesa tra i demoni e san Raffaele, per alcuni aspetti della rappresentazione del paradiso e per quella dell'inferno, dove i peccatori sono tenuti incatenati dai demoni e sono suddivisi in categorie. Inoltre i due testi sono accomunati dalla convinzione che l'elemosina e la carità determinano la differenza tra salvezza e dannazione. La Visio Baronti si differenzia dai Dialogi per una descrizione dell'aldilà più dettagliata e concreta.
Per quanto riguarda l'influenza biblica, è particolarmente importante il libro di Tobia. Esso infatti ispira la scelta dell'arcangelo Raffaele come guida di Baronto, al posto di san Michele o di altri santi solitamente nominati come guide nei viaggi oltremondani. Questo fatto si spiega alla luce di quanto accade nel libro di Tobia: Raffaele alla fine del libro guarisce Tobia dalla cecità, e nella Visio Baronti viene infatti ricordata la sua capacità guaritrice nel miracolo del monastero di Millebecco. Inoltre l'autore sceglie Raffaele anche perché egli mostra come la vita dovrebbe essere condotta, così come nel libro di Tobia guida e consiglia il giovane Tobia nel suo viaggio.

### Edizione
- Levison, Visio Baronti monachi Longoretensis, in Passiones vitaeque sanctorum aevi Merovingici, ed. da B. Krusch e W. Levison, Hannover, 1910 (MGH, SRM, 5).

### Traduzioni
- Ciccarese M. P., Visioni dell'aldilà in Occidente: fonti, modelli, testi, Nardini, Firenze, 1987.
- Hillgarth J. N., Christianity and Paganism, 350-750: The Conversion of Western Europe, University of Pennsylvania Press, Philadelphia, 1986.

### Studi
- Carozzi C., Le Voyage de l'âme dans l'au-delà, Collection de l'école française de Rome, Roma, 1994.
- Ciccarese M. P., La “Visio Baronti” nella tradizione letteraria delle “Visiones” dell'aldilà, in “Romanobarbarica”, 6, 1981, pp. 35-52.
- Contreni J., Building Mansions in Heaven: the Visio Baronti, Archangel Raphael, and a Carolingian King, in “Speculum”, 78, 2003, pp. 673-706.
- Hen Y., The structure and aims of the Visio Baronti, in “The journal of theological studies”, 47, 1996, pp. 477-497.
- Lucey-Roper M., The Visio Baronti in its early medieval context, University of Oxford, 2000.
- Nees L., The Illustrated Manuscript of the Visio Baronti, in Court Culture in the Middle Ages, Brepols, Turnhout, 2003.
- Van Huytfanghe M., La langue de la vision de Baronte (678-679). Un specimen de latin protoroman dans une phase cruciale de la diachronie, in Latin vulgaire-latin tardif, ed. da L. Callebat, Olms Weidmann, IV, 1995, pp. 577-607.
- La Vita e La Visio  Sancti Baronti. Monaco, eremita santo, a cura di I. Torrigiani e M.V. Porta, Pistoia, GF Press, 2013.